# Movistar Larga Distancia Puerto Rico
Movistar Larga Distancia de Puerto Rico es la filial del grupo Movistar que
opera en Puerto Rico a través de: Movistar Empresas Puerto Rico, Adquira Puerto Rico, Atento Puerto Rico y Terra Networks Puerto Rico.

## Negocios de Movistar Larga Distancia en Puerto Rico
Movistar aborda el negocio de las telecomunicaciones en Puerto Rico desde la perspectiva de sus clientes: desde los múltiples productos y servicios que puede ofrecerles hasta la mejor forma de atender sus necesidades presentes y futuras.
Los cuatro grandes segmentos que atiende Movistar en Puerto Rico son: 
Profesionales, Personas, Empresas Medianas y Grandes Empresas que atiende las necesidades de 
compañías, industrias y corporaciones.
Los principios que guían la acción de los negocios son: una estrecha 
relación con los clientes y empleados; el estímulo constante de la innovación; la explotación eficiente de la infraestructura; las sinergias con el Grupo Movistar; y la creación de valor para los accionistas, entre los más importantes.
En el mercado local además operan empresas relacionadas que prestan servicios en distintos ámbitos.
Fuente: Acerca de Movistar

## Empresas relacionadas
Movistar en Puerto Rico está estructurada por:
- Movistar Empresas Puerto Rico - Opera Servicios de Voz y Datos a Empresas y Corporaciones (bajo la marca Telefónica Empresas).
- Terra Networks Puerto Rico - Opera Portales y Suministra acceso a Internet (bajo la marca Terra).
- Atento Puerto Rico - Opera servicios de centros de llamadas.

## Terra Networks PR
Terra Networks Puerto Rico llamada generalmente como "Terra", es el mayor proveedor de internet y el más visitado portal en el País, filial de Movistar de Estados Unidos a partir del 2005.
Terra Networks era compañía Multinacional de Internet, filial del grupo Telefónica. Terra funcionaba como portal y proveedor de acceso de Internet en los Estados Unidos, España, y 16 países Latinoamericanos.
Terra comercializó sus acciones en Nasdaq bajo símbolo TRLY y en el mercado de acción español bajo símbolo TRR hasta el 2005, cuando Terra decidió fusionarse con Movistar. 
Desde 2005 las filiales de Terra están bajo control de las coligadas locales del Grupo Movistar.